# 平田耕一
平田 耕一（ひらた こういち、1948年（昭和23年）11月9日 - ）は、日本の政治家、実業家。財務副大臣（福田康夫改造内閣・麻生内閣）、経済産業大臣政務官（第2次小泉改造内閣・第3次小泉内閣）、衆議院議員（2期）、参議院議員（1期）を歴任。

## 人物
四日市市天ヶ須賀（富洲原地区住吉町）生まれ。実業家だった父の方針で、特別教育を受けるために公立の四日市市立富洲原小学校ではなく私立小学校（暁学園）の暁小学校、暁中学校で学び、三重県立四日市高等学校を経て、慶應義塾大学経済学部を卒業。
石膏ボードメーカーの千代田建材工業に入社して、1988年（昭和63年）から1995年（平成7年）まで同社の社長を務める。その間に、同社はチヨダウーテに社名を変更して、1990年（平成2年）に店頭市場 （現JASDAQ)）に登録した。四日市市富州原町のパラダイスコープと中華食堂のオーナーであったが廃業した。
1995年（平成7年）の第17回参議院議員通常選挙に無所属で立候補して、初当選。後に自由民主党に入党。任期途中の2000年（平成12年）に議員辞職して、第42回衆議院議員総選挙に鞍替え出馬するが落選する。2003年（平成15年）の第43回衆議院議員選挙に三重3区から立候補して、民主党の岡田克也に敗れたが、自民党の比例優遇策で、比例東海ブロックで復活して初当選する。
第2次小泉改造内閣と第3次小泉内閣で経済産業大臣政務官を務める。2005年（平成17年）の第44回衆議院議員総選挙にて、比例復活により2期目の当選をする。2006年（平成18年）10月に自民党内閣部会にて部会長に就任する。
2008年（平成20年）8月に福田康夫改造内閣で財務副大臣に就任して、同年9月に麻生内閣でも財務副大臣に再任される。比例名簿の優遇策がなくなり、2009年（平成21年）の第45回衆議院議員総選挙において、三重3区で岡田に大差で敗れて比例復活も出来ずに落選。
2010年（平成22年）7月の第22回参議院議員通常選挙で比例区に自民党から出馬したが落選。同月25日に支援者との会合にて政界引退を発表した。

### 政策
- 毎日新聞2010年参院選候補者アンケートでは「選択的夫婦別姓制度」に対し「反対」と回答した[3]。

## 株取引問題
2009年（平成21年）3月、市場外取引にて、チヨダウーテ株を市場価格の倍近い6億円で、平田が9割を出資する石油製品販売会社「ゼロシステム」に売却、「国務大臣、副大臣及び大臣政務官規範」に抵触することから、財務副大臣を辞任。
平田は売買の経緯について、「事前に内閣府に官房長官あての届けを出した。（大臣規範で定められている）株式の信託は、ゼロシステムから売ってくれと言われていたのでできなかった」 と説明した。ただ、内閣官房内閣総務官室では「自粛が明示されているので（届け出で規範抵触を免除するような）決まりはない」 と説明している。

## 千代田平田家（チヨダウーテ経営者）家系図
平田富久（父）
- チヨダウーテ（旧千代田建材工業の創業者）（初代）会長・社長。チヨダエクスプレス社長。

平田耕一
- （自民党所属の財務副大臣。参議院議員。衆議院議員）（2代目）チヨダウーテ社長。日本青年会議所副会頭（平田富久の長男）

平田晴久（弟）
- チヨダウーテ社長（平田富久の次男）

平田旭（おじ）
- チヨダウーテ役員

平田耕蔵（おじ）
- チヨダウーテ役員

平田芳久（従兄）
- チヨダウーテ副社長

田口利八（義理のおじ）
- 西濃運輸（創業者・社長）

田口福太郎（義父）
- 西濃運輸副社長

平田富太郎（長男）
- チヨダウーテ役員

平田開次郎(次男)
- ゼロシステム社長

## 所属していた団体・議員連盟
- 神道政治連盟国会議員懇談会
- 日本会議国会議員懇談会
- 日韓議員連盟

## 著書
- 「敗（ま）け組の論理」日本地域社会研究所、2009年（平成21年）7月